# Meliscaeva omogensis
Meliscaeva omogensis är en tvåvingeart som först beskrevs av Tokuichi Shiraki och Edashige 1953.  Meliscaeva omogensis ingår i släktet flickblomflugor, och familjen blomflugor. Inga underarter finns listade i Catalogue of Life.